# John Maxwell (producteur)
Pour les articles homonymes, voir John Maxwell et Maxwell.
John Maxwell est un producteur de cinéma britannique né le 11 décembre 1879 à Cambuslang (Écosse) et mort le 2 octobre 1940 à Brook (en) (Angleterre).

## Biographie
John Maxwell naît près de Glasgow. Après avoir été solliciteur, il commence à acheter des salles de cinéma dans les années 1910 et fait de Waverley Films le distributeur en Écosse des productions Wardour Films. Plus tard, il obtient les droits de distribution des films UFA, dont notamment le Metropolis de Fritz Lang.
Dès 1925, Maxwell a pris le contrôle de Wardour et s'est installé à Londres. En 1927, il rachète les Studios d'Elstree et crée British International Pictures dans l'intention de tirer parti du Cinematograph Films Act de 1927. 
Durant toute cette période, Maxwell continue à racheter des sales de cinéma dans tout le Royaume-Uni et crée en 1938 Associated British Cinemas (en), qui contrôle plus de 500 salles au début des années 1940.
Il meurt du diabète en octobre 1940.

## Filmographie sélective
- 1927 : Le Ring d'Alfred Hitchcock
- 1928 : Champagne d'Alfred Hitchcock
- 1929 : Chantage d'Alfred Hitchcock
- 1929 : The Manxman d'Alfred Hitchcock
- 1930 : Junon et le Paon d'Alfred Hitchcock
- 1930 : Elstree Calling d'Alfred Hitchcock, entre autres
- 1930 : Meurtre d'Alfred Hitchcock
- 1931 : À l'est de Shanghaï d'Alfred Hitchcock
- 1931 : The Skin Game d'Alfred Hitchcock
- 1932 : Numéro dix-sept d'Alfred Hitchcock